# Metallichneumon neurospastarchus
Metallichneumon neurospastarchus là một loài tò vò trong họ Ichneumonidae.